# Club Atlético River Plate (Junín)
El Club Atlético River Plate (más conocido como La Loba) es un club de fútbol oriundo de la localidad de Junín, Provincia de Buenos Aires. Fue fundado el 1 de julio de 1922, y disputa la Liga Deportiva del Oeste.
Fue campeón de la liga local en 9 ocasiones, por última vez en el Torneo Nocturno del 2022. De esta manera, está habilitado para participar del Torneo Regional Federal Amateur, que abre la vía para el ascenso a categorías mayores que desembocan en la Primera División del Fútbol Argentino.

## Historia
El Club River Plate fue fundado el 1 de julio de 1922 por un grupo de jóvenes entusiastas de fútbol liderados por Pedro Torús, reunidos en un salón cedido por el señor Bernardo Gómez, ubicado en Avenida La Plata N°1, hoy calle Comandante Escribano. Si bien la idea surgió tiempo antes, esta no fue concretada hasta la asamblea constitutiva de 1922, en la que se generó el acta de fundación por la cual asumió Francisco Speranza como primer presidente del club.
El club está afiliado a la Liga Deportiva del Oeste desde 1924, ocho años después de su fundación, y desde entonces ha sido campeón en nueve oportunidades, siendo actualmente séptimo en cantidad de títulos obtenidos. Desde las inferiores del club River Plate surgieron personalidades muy conocidas en el ámbito del fútbol Argentino, entre ellas Aníbal Fernando Mosca, quién jugó en la Primera División con el club Vélez Sarsfield durante siete temporadas entre 1955 y 1961; Juan Carlos Allende "El Loro", quién jugó dos ciclos en el club Atlanta y dos en Ferrocarril Oeste para luego tener una larga relación laboral con el director técnico Miguel Ángel López en diferentes clubes de la Argentina y el exterior; y Omar Orlando Atondo, quien fue clave en la obtención del campeonato de Reserva de la Liga Deportiva del Oeste en 1970, para luego cambiarse a Sarmiento, equipo con el cual logró el ascenso a la Primera B en 1977, y a quien se le adjudica el nombre del estadio del club por sus múltipes colaboraciones y gran reconocimiento por parte de la comunidad.
Los colores amarillo y negro a rayas verticales que luce la equipación del club casi desde su creación, estaban en la camiseta que luciera alguna vez el Club Defensa Argentina, institución que existió en el barrio entre los años 1915 y 1916 y cuya cancha estaba ubicada en Pedro Aparicio e Independencia (hoy Intendente Solana), disuelto a la fecha de fundación del club, y del que fueran integrantes y jugadores algunos de los que luego fueron fundadores del Club River Plate como Alfredo Pagella, Antonio Arauz y E. Cerrutti, entre otros.
Por otro lado, el reconocido apodo "La Loba" que lleva el club proviene de una familia de inmigrantes italianos de apellido Zaccardi, quienes donaron al club una escultura, traída de Italia, de una loba amamantando a Rómulo y Remo. Esta aún se encuentra en la sede del club en Comandante Escribano 65, y hoy también se lo conoce a ese sector de Junín como Barrio La Loba, aunque a nivel municipal se lo reconoce como parte del barrio Prado Español.

## Otros deportes
Si bien en la actualidad es un club netamente de fútbol, con divisiones que van desde la primera a la pre-décima, en años anteriores, hubo diferentes actividades como básquet, bochas, ajedrez, atletismo, entre otras. En tanto, aún posee dos canchas de pádel, fundadas en 1992 y situadas en el Campo de Deportes sobre la esquina que da la intersección de las calles Gral. Levalle e Intendente Borchex, en donde habitualmente se realiza la actividad.

## Palmarés
Torneos regionales
- Liga Deportiva del Oeste (9): 1938, 1958, 1959, 1970, 2000 (apertura), 2000 (clausura), 2016/17 (nocturno), 2019 (clausura), 2021/22 (nocturno).[7][6]
  - Torneos nocturnos no oficiales (1): 1958/59.